# GamePro
GamePro Media — американська компанія, що публікує статті про індустрію відеоігор, відеоігри, гральні приставки (PlayStation, Xbox, Wii та ін.), комп'ютери, мобільні пристрої (PlayStation Portable, Nintendo DS, iPhone та ін.). GamePro Media володіє журналом GamePro і сайтом www.gamepro.com. Нині компанія припинила випуск журналів та існує як дочірня компанія International Data Group (IDG), яка займається публікацією новин про комп'ютерні технології та пов'язані з цим події.
Журнал почав видаватися 1989 року. Спочатку в ньому друкувалися статті, новини, огляди та рецензії відеоігор, апаратного забезпечення та інші відомості про ігрову індустрію. Публікація відбувалася щомісяця з штаб-квартири у Сан-Франциско. У виданні за лютий 2010 року з'явився новий розділ, присвячений людям, пов'язаним з іграми, а також культурі ігор; крім того, у журналу змінився дизайн.
Сайт gamepro.com був запущений 1998 року. Він оновлювався щоденно, його контент становили статті, новини, огляди, рецензії, скріншоти та відео, пов'язані з відеоіграми, апаратним забезпеченням та ігровою індустрією. Крім того, на сайті був доступний форум та блоги. У січні 2010 року дизайн вебсайту було оновлено, стали з'являтися статті, пов'язані з культурою ігор і примітними людьми.

### Сайти GamePro за мовами
- GamePro Німеччина [Архівовано 14 червня 2012 у Wayback Machine.]
- GameStar Німеччина [Архівовано 21 лютого 2011 у Wayback Machine.]
- GamePro Франція
- GamePro TV Іспанія [Архівовано 31 липня 2012 у Wayback Machine.]
- GamePro Іспанія
- Gamez Нідерланди
- GameStar Італія
- GameStar Угорщина [Архівовано 31 липня 2012 у Wayback Machine.]
- GameStar Польща